# Albert Viñas Alcoz
Albert Viñas Alcoz   (Barcelona, 1979) més conegut com a Albert Alcoz, és un cineasta especialitzat en videoart i cinema experimental, comissari d'arts visuals, docent i escriptor català.
És llicenciat en Belles Arts per la Universitat de Barcelona i doctor en Teoria, Anàlisi i Documentació Cinematogràfica per la Universitat Pompeu Fabra l'any 2016 amb una tesi doctoral sobre el so i el cinema estructural. El seu treball se centra en la confluència entre les pràctiques fílmiques, les arts visuals i el so. Des de l'any 2005 ha realitzat pel·lícules en formats fílmics com Super-8 o 16 mm. L'any 2013 va iniciar, juntament amb Alberto Cabrera Bernal, el projecte Angular, un segell editorial en DVD de cinema experimental internacional.

## Obra publicada
- Resonancias fílmicas. El sonido en el cine estructural (1960-1981).  Santander: Asociación Shangrila Textos Aparte, 2017. ISBN 978-84-946210-8-6.
- Radicales libres. 50 películas esenciales del cine experimental, 2019. ISBN 978-84-9180-526-7.
- Totes les pantalles obscures és un documental assagístic dirigit l'any 2019 per Albert Alcoz conjuntament amb Alexandra Laudo. Aquest vídeo tracta en uns 25 minuts el tema de la foscor a la gran pantalla, mitjançant el reciclatge d'imatges correctament citades, tot conduït per una un discurs teòric que explica una veu en off.[3] Fou projectat a l'espai d'arts Rocaumbert de Granollers i al cinema Zumzeig de Barcelona, totes dues projeccions al novembre de l'any 2019.[4] Està publicat al canal de Youtube de Soy Cámara CCCB des del 29 de març de 2019.[5]
- Música esporádica.  Barcelona: CCCB, 2021. ISBN 978-84-09-30098-3.